# 로코 시프레디
로코 시프레디(이탈리아어: Rocco Siffredi, 1964년 5월 4일 ~ )는 이탈리아의 포르노 배우, 포르노 영화 제작자이다.

## 출연 작품
- 로코 (2016)
- 지옥의 체험 (2004)
- 로망스 (1999)
- 코드 네임 네버 다이 (1998)
- 보디 헌터 (1995)
- 마르코 폴로의 섹스 여행 (1994)
- 에로틱 타잔 (1994)